# Lycidas obscurior
Lycidas obscurior är en spindelart som först beskrevs av Simon 1909.  Lycidas obscurior ingår i släktet Lycidas och familjen hoppspindlar. Inga underarter finns listade i Catalogue of Life.